# おはなしのくに
おはなしのくには、NHK教育テレビジョン→NHK Eテレで1990年4月2日から放送されている、幼稚園・保育所及び小学校1～3年生向けの学校放送番組である。幼稚園・保育所は言語領域の1つである読み聞かせ、小学校1～3年生は国語に対応する。2024年現在、学校放送番組の中では最も古くから放送している番組でもある。当記事では派生番組『おはなしのくにの100冊』『おはなしのくにクラシック』『コワイオハナシノクニ』についても併せて記載する。

## 概要
語り手が文学作品や民話の語り聞かせを10分間（2012年度までは15分間）かけて行う。語り手はジェスチャーを交えたり、効果音や照明効果、小道具を交えて語り聞かせを行う事もある。楽器演奏者1名と共に出演する事もある。
1989年7月24日・25日・26日・12月25日・26日・27日・28日・29日・30日にパイロット版が放送。
この番組の特徴として再放送が多いことが挙げられるが、後述の動画配信実施と番組の10分化に伴うリニューアルもあり、2013年度の放送分は全て新作のみで放送された。
開始当初はモノラル放送、1991年度よりステレオ放送、2004年度より字幕放送、2012年度より視覚障害者向けに副音声による解説放送（デジタルステレオ2）を実施の上で放送されている。また、公式サイトにおける動画配信は、著作権及び出演者の肖像権との絡みからなかなか実現できなかったが、2013年度の番組リニューアルと同時に動画配信が実施されるようになった。
小学校2年生向け番組だった『ことばのくに』の後番組であり、これに小学校1～2年生向け番組の『おとぎのへや』を統合した上で対象を小学校3年生にも広げ、小学校2～3年生向け番組として1990年度からスタートした。その後、『はじめてのこくご ことばあ!』（小学校1～2年生向け）が2007年度限りで終了したことや2009年度において『こどもにんぎょう劇場』（幼稚園・保育所及び小学校1年生向け）の再放送枠が廃止されたことに伴い、2009年度から小学校1年生も対象に加えるようになった。
2013年度には月曜～金曜の午前9:00～9:10（金曜のみ午前9:00～9:15）を「幼保小連携」という形で2010年度限りで一旦廃止された「幼稚園・保育所向け番組」を実質的に復活させる編成も相まって、対象を幼稚園・保育所にも拡大した。また、それと同時に従来の15分番組から10分番組となり、オープニングも長らく使用していた妖精の人形を用いた実写スタイルのOPからアニメーションスタイルのOPへと刷新されるなど、番組が全面的にリニューアルされることになった。なお、2015年度より、2012年度以前に放送された15分版のうち、著作権者及び出演者の許諾を得た作品を『おはなしのくにの100冊』として無料配信するようになった。
2012年度より派生版の小学校3～6年生向けである『おはなしのくにクラシック』の放送が開始された。こちらの放送時間は当初から10分間である。
2018年度に全3話、怪談を扱った『コワイオハナシノクニ』が放送。語り手は第1話「耳なし芳一」が本郷奏多、第2話「皿やしき」が山本美月、第3話「おいてけぼり」が矢本悠馬。絵は全話、劇団イヌカレー・泥犬。放送時間は午前10時00分から10時10分まで、8月13日・14日・15日にかけて1話ずつ放送。
『手話で楽しむみんなのテレビ』で2019年2作品、2021年2作品、2024年3作品に手話をつけて放送された作品がある。サイト内「手話で楽しむおはなし」で配信。

## 放送時間
いずれも日本時間。

### おはなしのくに
2010年度までは、主に火曜日が本放送に充てられていた（ただし、1990年度～1991年度と2005年度～2007年度は月曜日が本放送）。また、基本的に本放送は9時台に放送されているが、2003年度～2004年度は小学校向けの国語・算数・英語の3分野について「基礎・基本の確実な定着」を目指した「基礎・基本ゾーン」を月曜日～金曜日の10時 - 10時30分に集中編成した関係で、当番組も10時台前半の放送となった。

2011年度以降は、基本的に各曜日日ごとに教科を固定するようになり、本番組も他の国語・算数番組と同様に月曜日の放送となった。
| 期間                | 放送時間                                                                             |
| ------------------- | ------------------------------------------------------------------------------------ |
| 1990年度 - 1991年度 | 月曜日 09:30 - 09:45、土曜日 10:00 - 10:15（再放送）                                 |
| 1992年度 - 1994年度 | 火曜日 09:00 - 09:15、水曜日 11:00 - 11:15（再放送）                                 |
| 1995年度 - 1999年度 | 火曜日 09:00 - 09:15、金曜日 10:15 - 10:30（再放送）                                 |
| 2000年度 - 2002年度 | 火曜日 09:00 - 09:15                                                                 |
| 2003年度            | 火曜日 10:15 - 10:30                                                                 |
| 2004年度            | 火曜日 10:00 - 10:15                                                                 |
| 2005年度            | 月曜日 09:30 - 09:45                                                                 |
| 2006年度 - 2007年度 | 月曜日 09:30 - 09:45、金曜日 09:30 - 09:45（再放送）                                 |
| 2008年度 - 2010年度 | 火曜日 09:00 - 09:15、金曜日 09:30 - 09:45（再放送）                                 |
| 2011年度 - 2012年度 | 月曜日 09:00 - 09:15                                                                 |
| 2013年度            | 月曜日 09:00 - 09:10                                                                 |
| 2014年度 - 2015年度 | 月曜日 09:40 - 09:50                                                                 |
| 2016年度 - 2019年度 | 月曜日 09:00 - 09:10                                                                 |
| 2020年度            | 月曜日 09:05 - 09:15                                                                 |
| 2021年度 -          | 月曜日 09:05 - 09:15 / 火曜日 17:35 - 17:45（火曜日夕方の再放送は2021年8月10日開始） |

### おはなしのくにクラシック
| 期間                | 放送時間             |
| ------------------- | -------------------- |
| 2012年度            | 月曜日 09:15 - 09:25 |
| 2013年度            | 月曜日 09:30 - 09:40 |
| 2014年度 - 2015年度 | 月曜日 09:50 - 10:00 |
| 2016年度            | 月曜日 09:10 - 09:20 |

## 語り手及び作品
ベテラン俳優から、タレント、落語家、声優など多岐に渡る。語りは基本的に一人でスタジオで行われるが、15分間の放送だった2012年度以前には、「ももたろう」の回（FLIP-FLAP）のように二人で行ったり、先述の「桃太郎」「いわたくんちのおばあちゃん」「ユタとふしぎな仲間たち」「半日村」「あのときすきになったよ」「どんぐりと山猫」（チョウソンハ）の様に屋外で行われた場合もあった。

## 放送リスト

### 10分番組化以後
- かぐやひめ（早見あかり）
- 三まいのおふだ（友近）
- ぶんぷくちゃがま（塚地武雅）
- はだかの王さま（ロバート・秋山竜次）
- ブレーメンのおんがくたい（浜野謙太）
- ヘンゼルとグレーテル（浜辺美波）
- 幸福の王子（古川雄大）
- 賢者のおくりもの（安藤サクラ）
- シンデレラ（明日海りお）
- にんぎょひめ（大原櫻子）
- 赤ずきん（岸井ゆきの）
- 田舎のねずみと町のねずみ（加藤諒）
- 星の王子さま（小池徹平）
- 金のがちょう（田中直樹）
- 三びきのくま（稲垣来泉）
- フランダースの犬（高杉真宙）
- てぶくろ（福田彩乃）
- ごんぎつね（青木崇高）
- 注文の多い料理店（もう中学生）
- 一休さん（荒川良々）
- 赤いろうそくと人魚（篠井英介）
- ももたろう（吉岡里帆）
- さるかにがっせん（皆川猿時）
- つるのおんがえし（壇蜜）
- うらしまたろう（柄本時生）
- ロボット・カミィ（ふせえり）
- ジャックと豆の木（小堺翔太）
- きたかぜとたいよう（ダイアモンド☆ユカイ）
- 大きなかぶ（草刈正雄）
- あのときすきになったよ（平野綾）
- アラジンとまほうのランプ（河村隆一）
- おむすびころりん（阿藤快）
- 祭りの晩（松田洋治）
- ともだちは海のにおい（袴田吉彦）
- みにくいあひるの子（奥村佳恵）
- 王さまと九人のきょうだい（IKKAN）
- 手ぶくろを買いに（木村多江）
- 雪女（安達祐実）
- 長ぐつをはいたねこ（近藤公園）
- おにたのぼうし（こだま愛）
- かさじぞう（渡辺哲）
- ぞうのたまごのたまごやき（パパイヤ鈴木）
- かえるのえんそく（林家たい平）
- きんたろう（渡辺直美）
- いっすんぼうし（松岡茉優）
- かちかち山（佐藤二朗）
- はなさかじいさん（平田満）
- したきりすずめ（吉田羊）

## おはなしのくにの100冊
2015年度から、「NHK for School」内にある動画サイト「スクール動画アイランド」（すくどう）にて、くら出し動画の1つとして、2012年度以前に放送された15分版の本番組から、著作権者及び出演者の許諾を得た作品について無料によるストリーミング配信が開始された。

### 2012年度以前に放送された作品
太字は、「おはなしのくにの100冊」にて配信されている作品及び出演者である。
- 浅野温子『母グマ子グマ』
- 安達祐実『いわたくんちのおばあちゃん』[注釈 3]
- 阿知波悟美『ものいうなべ』
- 阿藤快『カドヤ食堂のなぞなぞ』
- 石井洋祐『月をつろうとしたロー』
- 一城みゆ希『雪わたり』
- 市村正親『パチャタントラ』『蜘蛛の糸』
- 岩崎ひろみ『へんてこもりにいこうよ』
- 江戸家子猫『ブレーメンの音楽隊』『なきむしうさぎ』
- 榎木孝明『もみの木』
- 遠藤英恵『きつねと山伏』
- 大倉孝二『ふるやのもり』[注釈 4]
- 大高洋夫『かわいそうなぞう』
- 緒形幹太『クモのアナンシ』
- 小川範子『とべないホタル』
- 樫山文枝『おじいさんのランプ』『かさじぞう』『ごんぎつね』『よだかの星』
- 桂九雀『さぎとり』
- 蟹江敬三『ハロー・ディア・エネミー！』
- 川平慈英『ランパンパン』
- 苅谷俊介『いなばのしろうさぎ』
- 川上麻衣子『雪女』
- 川本成『西遊記』
- 神田陽子『きっちょむさん』
- カンニング竹山『給食番長』[注釈 5]
- 菊池麻衣子『ともだちや』
- 岸田今日子『秘密の花園』
- 肝付兼太『アラジンと魔法のランプ』
- 串田和美『金のがちょう』
- 熊谷真実『星のおはじき』
- 佐藤正宏『あたまにかきのき』『だいくとおにろく』
- 佐野史郎『津波！命を救った稲むらの火』
- 三遊亭楽太郎『ぽたぽた』
- 篠田三郎『ふしぎなたいこ』
- 柴俊夫『げんごろうの天のぼり』『祭りの晩』
- 下條アトム『さんねんねたろう』
- 庄司永建『かんぺいぎつね』『山なしもぎ』『びんぼの神とふくの神』『みるなのざしき』『三枚のお札』
- 鈴木蘭々『ビロードのうさぎ』
- 杉村理加『ババ・ヤガー』
- すまけい『どんぐりと山猫』
- 高泉淳子『おばあちゃんのせなか』
- 高橋和也『トロイの木馬』
- 高橋由美子『くまの子ウーフ』[注釈 6]
- 高見知佳『魚とゆびわ』『フランダースの犬』『アラジンと魔法のランプ』『赤ずきん』『テーブルよ ロバよ こん棒よ』『みにくいひげの王さま』『まほうのふで』『シンデレラ』
- 田山涼成『龍の子太郎』『走れメロス』
- 丹古母鬼馬二『島ひきおに』
- 団しん也『でえらんぼう』
- チョウソンハ『どんぐりと山猫』
- 津嘉山正種『ミルクガナシとサーカガナシ』
- つみきみほ『金の鳥』
- 土居裕子『おにたのぼうし』『とってもふしぎなクリスマス』
- 中川晃教『おしいれのぼうけん』[注釈 7]
- 中越典子『長くつ下のピッピ』
- 西村雅彦『酒呑童子』
- 朴璐美『かたあしだちょうのエルフ』
- 萩尾みどり『みにくいアヒルの子』
- 萩原流行『100万回生きたねこ』
- 橋本じゅん『大どろぼうホッツェンプロッツ』
- 林家きく姫『へっこきあねさがよめにきて』
- FLIP-FLAP『ももたろう』
- 日色ともゑ『百羽のつる』『芳一ものがたり』『つるにょうぼう』『絵すがた にょうぼう』『こわれた茶わん』『かぐやひめ』『なきたろう』『にしきの中の仙女』『マッチ売りの少女』『七つの星』『銀貨』
- 日髙のり子『セーターになりたかった毛糸玉』
- 平岩紙『つりばしわたれ』
- 平野啓子『きつねのでんわボックス』
- 藤岡正明『ユタとふしぎな仲間たち』
- ふせえり『スーホの白い馬』『雪わたり』
- 藤村俊二『注文の多い料理店』
- 螢雪次朗『水曜日のクルト』
- 益岡徹『わすれられない おくりもの』
- 松下由樹『人魚ひめ』
- 宮内敦士『アイヌとキツネ』
- 室井滋『ふしぎの時間割』
- 杜けあき『キジムナー』
- 八嶋智人『ちいさいえりちゃん』
- 柳川慶子『きき耳ずきん』
- 山内圭哉『半日村』
- 山田吾一『天ぐのかくれみの』『きっちょむ話』
- レオナルド熊『おとっつあんはいつも正しい』

他

## おはなしのくにクラシック
この番組の派生版として、小学校3～6年生向けの国語番組「おはなしのくにクラシック」が2012年4月2日より放送されている。字幕放送、及び視覚障害者向けに副音声による解説放送を行っている。また、放送開始と同時に公式サイトによる動画配信も実施している。
これは従来と同じく各界の俳優・タレントの一人語りのスタイルはそのままに、古典文学にスポットを当て、朗読者がその時代の衣装をまとって朗読するというものである。単なる作品の朗読にとどまらず、現代風のアレンジを交えて説明するコーナーもあり、2011年度から完全に実施された学習指導要領に基づいて始まった小学校の古典文学授業の映像教材としても活用できるように作られている。
「おはなしのくにクラシック」の開始により、従来からの「おはなしのくに」と合わせて小学校全学年を対象とする形となった。

### 放送リスト
- 2013年度以降は2012年度放送分の再放送を行っている。
- 第20回「アイヌ神謡集」「おもろそうし」には、他にアイヌ語朗読として木原仁美が、三線演奏として照喜名朝國がそれぞれ出演した。
- 語りは全ての回共通で小林ゆうが担当。

| 回 | 初回放送日     | タイトル                         | 出演者             |
| -- | -------------- | -------------------------------- | ------------------ |
| 1  | 2012年 4月 9日 | 枕草子（清少納言）               | 虻川美穂子         |
| 2  | 2012年 4月23日 | 竹取物語                         | 緒川たまき         |
| 3  | 2012年 5月14日 | 雪とけて 俳句（1）春・夏         | 華恵               |
| 4  | 2012年 5月28日 | 徒然草（兼好法師）               | えなりかずき       |
| 5  | 2012年 6月11日 | おくのほそ道（松尾芭蕉）         | 髭男爵             |
| 6  | 2012年 6月25日 | 漢詩                             | 阿部力             |
| 7  | 2012年 7月 9日 | 論語                             | 嶋田久作           |
| 8  | 2012年 8月20日 | 平家物語                         | 山西惇             |
| 9  | 2012年 9月10日 | 狂言「柿山伏」                   | 茂山逸平・茂山宗彦 |
| 10 | 2012年 9月24日 | 古事記「いなばの白うさぎ」       | 高田聖子           |
| 11 | 2012年10月15日 | 落語「じゅげむ」                 | 柳家花緑           |
| 12 | 2012年10月22日 | 柿食えば 俳句（2）秋・冬         | 華恵               |
| 13 | 2012年11月 5日 | 歌舞伎「勧進帳」                 | 市川團十郎         |
| 14 | 2012年11月19日 | 源氏物語（紫式部）               | たんぽぽ           |
| 15 | 2012年12月 3日 | 百人一首                         | 川平慈英           |
| 16 | 2013年 1月 7日 | お伽草子「浦島太郎」             | 狩野英孝           |
| 17 | 2013年 1月21日 | 宇治拾遺物語「わらしべ長者」     | 本多力             |
| 18 | 2013年 2月 4日 | 短歌                             | 白井晃             |
| 19 | 2013年 2月18日 | 文語詩「椰子の実」               | 清水ミチコ         |
| 20 | 2013年 3月 4日 | 「アイヌ神謡集」「おもろそうし」 | 石田ひかり         |

## その他
- 前述でも挙げた通り、公式サイトでの動画配信は『おはなしのくにクラシック』が2012年度のスタート当初から開始したが、『おはなしのくに』は著作権及び出演者の肖像権との絡みで調整が難航したこともあり、番組の全面リニューアルとなった2013年度にようやく配信を開始することになった。
- 2014年10月6日放送予定だった『おはなしのくに』第11回『ともだちは海のにおい』、及び『おはなしのくにクラシック』第11回『落語「じゅげむ」』は、NHK総合テレビジョンで台風18号関連のニュースを優先することに伴い、本来ならNHK総合テレビジョンで放送する予定だった国会中継（第187回国会 衆議院予算委員会 予算実施状況集中審議[9]）をNHK Eテレで代替放送したことにより中止、『おはなしのくに』が10月9日の26:30～26:40（10月10日の2:30～2:40）に、『おはなしのくにクラシック』が10月9日の26:40～26:50（10月10日の2:40～2:50）にそれぞれ延期された[10]。

### 英訳版
- 英訳版「Story Land」（日本テレビ系で過去に放送された『週刊ストーリーランド』とは無関係）が2023年6月より、NHKワールドTVの「Kids Edutainment」枠の日曜日後半10分（2023年11月からは土曜日前半10分）で随時放送されている[11]。2024年3月からは姉妹編の「おはなしのくにクラシック」の英訳版「Story Land Classic」[12]も放送されている。

作品リスト
（2023年度放送分）
- さるかにがっせん（皆川猿時）
- つるのおんがえし（壇蜜）
- きんたろう（渡辺直美）
- いっすんぼうし（松岡茉優）
- ゆきおんな（安達祐実）
- ももたろう（吉岡里帆）
- うらしまたろう（柄本時生）
- ぶんぷくちゃがま（塚地武雅）
- はなさかじいさん（平田満）

以下「おはなしのくにクラシック」より
- 竹取物語（緒川たまき）
- 枕草子（虻川美穂子）
- 源氏物語（たんぽぽ）
- 徒然草（えなりかずき）
- 平家物語（山西惇）
- おくのほそ道（髭男爵）